# Robert Kälter
Robert Kälter (ur. 27 lipca 1874 we Wrocławiu, zm. 6 marca 1926 w St. Blasien) – niemiecki rabin, w latach 1908–1926 związany z Gdańskiem, działacz społeczny, wolnomularz.

## Życiorys
Urodził się we Wrocławiu w rodzinie żydowskiej. Tam ukończył szkołę oraz Żydowskie Seminarium Teologiczne, gdzie w 1902 został ordynowany na rabina oraz uzyskał tytuł doktora filozofii. W czasie studiów działał w związku Teologicznym "Amicita". W 1902 został powołany na urząd rabina Poczdamu, 17 czerwca 1903 poświęcił nową synagogę. Tam też się ożenił.
W 1908 został rabinem w Gdańsku. Zastąpił na tym stanowisku Maksa Freudenthala. Zamieszkał wraz z rodziną przy Stadgraben 6. Nauczał religii w kilku gdańskich szkołach oraz zaczął udzielać się społecznie. Wstąpił do loży masońskiej Borussia, której w latach 1910–1911 był sekretarzem, następnie wiceprezydentem, a od 1 kwietnia 1914 przez dwie kadencje prezydentem. Z jego inicjatywy powstał klub młodzieżowy, który po kilku latach został przekształcony w Stowarzyszenie Młodzieżowe Gabriel Riesser i stał się przybudówką loży Borusia.
Po wybuchu I wojny światowej uzyskał nominację na rabina polowego. Wciągnął członków loży Borussia oraz młodzież z Gabriel Riesser do pomocy w szpitalach oraz rodzinom, których synowie zaciągnęli się do wojska. Pomagał w lazaretach, odprawiał modły dla rannych i jeńców. W 1921 poświęcił tablicę pamiątkową upamiętniającą 56 młodych Żydów poległych na froncie, która zawisła w Wielkiej Synagodze w Gdańsku. W 1920 wraz z Felixem Fabianem założył Żydowski Komitet Emigracyjny, przekształcony później w Komitet Pomocy dla Żydowskiej Emigracji. W ramach komitetu czynnie zajmował się opieką nad uchodźcami, dostarczał jedzenie, leki, paszporty oraz odprawiał świąteczne modły. Z jego inicjatywy powstało sanatorium w Sopocie, pomagał pielęgniarkom, działał w Lidze Praw Ludzkich oraz popierał zbiórki na rzecz osadnictwa w Palestynie.
W wieku pięćdziesięciu lat dostał zawału serca, co spowodowane było intensywnym trybem życia. W związku z tym wyjechał do sanatorium w St. Blasien, gdzie zmarł. Pochowany jest na cmentarzu żydowskim w Gdańsku. 